# Florian Eckert
Florian Eckert (ur. 7 lutego 1979 w Lörrach) – niemiecki narciarz alpejski, dwukrotny medalista mistrzostw świata i brązowy medalista mistrzostw świata juniorów.

## Kariera
Po raz pierwszy na arenie międzynarodowej pojawił się 14 grudnia 1994 roku w Kaunertal, gdzie w zawodach University Race nie ukończył drugiego przejazdu w gigancie. W 1996 roku wystartował na mistrzostwach świata juniorów w Schwyz, zajmując między innymi siedemnaste miejsce w gigancie. Jeszcze trzykrotnie startował na imprezach tego cyklu, najlepszy wynik osiągając na rozgrywanych w 1997 roku mistrzostwach świata juniorów w Schladming, gdzie zajął trzecie miejsce w slalomie.
W zawodach Pucharu Świata zadebiutował 23 listopada 1999 roku w Vail, gdzie nie ukończył slalomu. Pierwsze pucharowe punkty wywalczył 29 stycznia 2000 roku w Garmisch-Partenkirchen, zajmując 28. miejsce w zjeździe. Na podium zawodów tego cyklu po raz pierwszy stanął 2 marca 2001 roku w Kvitfjell, kończąc zjazd na drugiej pozycji. W zawodach tych rozdzielił Austriaka Hermanna Maiera i Norwega Lasse Kjusa. Dzień później Niemiec powtórzył ten wynik, tym razem rozdzielając dwóch Austriaków: Stephana Eberhartera i Fritza Strobla. Były to jego jedyne podia w zawodach pucharowych. Najlepsze wyniki osiągnął w sezonie 2000/2001, kiedy zajął 38. miejsce w klasyfikacji generalnej, a w klasyfikacji zjazdu był jedenasty.
Na mistrzostwach świata w St. Anton w 2001 roku zdobył w biegu zjazdowym brązowy medal, przegrywając jedynie z Austriakami Hannesem Trinklem i Hermannem Maierem. W listopadzie 2001 roku odniósł poważną kontuzję, doznając złamania nogi, co wyłączyło go ze startów na dwa lata. Na mistrzostwach świata w Bormio w 2005 roku wraz z ekipą niemiecką zdobył złoto w rozegranej po raz pierwszy kombinacji drużynowej. We wrześniu 2005 roku, wobec przedłużających się kłopotów ze zdrowiem, ogłosił zakończenie kariery sportowej.

## Osiągnięcia

### Mistrzostwa świata
| Miejsce | Dzień       | Rok  | Miejscowość | Konkurencja | Czas biegu | Strata | Zwycięzca            |
| ------- | ----------- | ---- | ----------- | ----------- | ---------- | ------ | -------------------- |
| 17.     | 31 stycznia | 2001 | St. Anton   | Supergigant | 1:21,46    | +1,87  | Daron Rahlves        |
| 3.      | 7 lutego    | 2001 | St. Anton   | Zjazd       | 1:38,74    | +0,52  | Hannes Trinkl        |
| DNF2    | 8 lutego    | 2001 | St. Anton   | Gigant      | 2:23,80    | -      | Michael von Grünigen |
| 6.      | 29 stycznia | 2005 | Bormio      | Supergigant | 1:27,55    | +1,14  | Bode Miller          |
| 12.     | 5 lutego    | 2005 | Bormio      | Zjazd       | 1:56,22    | +1,43  | Bode Miller          |
| 1.      | 13 lutego   | 2005 | Bormio      | Drużynowo   | 26 pkt     | -      | -                    |

### Mistrzostwa świata juniorów
| Miejsce | Dzień     | Rok  | Miejscowość | Konkurencja | Czas biegu | Strata | Zwycięzca             |
| ------- | --------- | ---- | ----------- | ----------- | ---------- | ------ | --------------------- |
| 25.     | 27 lutego | 1996 | Schwyz      | Zjazd       | 1:31,08    | +3,41  | Ambrosi Hoffmann      |
| 40.     | 28 lutego | 1996 | Schwyz      | Supergigant | 1:26,76    | +2,88  | Didier Défago         |
| 17.     | 1 marca   | 1996 | Schwyz      | Gigant      | 2:03,09    | +3,08  | Rainer Schönfelder    |
| DNF1    | 3 marca   | 1996 | Schwyz      | Slalom      | 1:31,71    | -      | Benjamin Raich        |
| DSQ     | 26 lutego | 1997 | Schladming  | Zjazd       | 1:32,21    | -      | Matteo Berbenni       |
| 14.     | 27 lutego | 1997 | Schladming  | Supergigant | 1:14,96    | +0,94  | Martin Stocker        |
| 4.      | 28 lutego | 1997 | Schladming  | Gigant      | 2:00,57    | +1,91  | Benjamin Raich        |
| 3.      | 1 marca   | 1997 | Schladming  | Slalom      | 1:34,80    | +0,37  | Mitja Dragšič         |
| 14.     | 26 lutego | 1998 | Megève      | Zjazd       | 1:20,39    | +1,00  | Andreas Buder         |
| DSQ     | 27 lutego | 1998 | Megève      | Supergigant | 1:27,52    | -      | Freddy Rech           |
| 19.     | 28 lutego | 1998 | Megève      | Gigant      | 2:01,62    | +3,23  | Benjamin Raich        |
| DNF2    | 1 marca   | 1998 | Megève      | Slalom      | 1:23,06    | -      | Benjamin Raich        |
| 5.      | 10 marca  | 1999 | Pra Loup    | Zjazd       | 1:08,50    | +0,28  | Klaus Kröll           |
| DNF     | 11 marca  | 1999 | Pra Loup    | Supergigant | 1:11,87    | -      | Manfred Gstatter      |
| DSQ1    | 13 marca  | 1999 | Pra Loup    | Gigant      | 1:48,10    | -      | Christoph Alster      |
| DNF2    | 14 marca  | 1999 | Pra Loup    | Slalom      | 1:34,96    | -      | Massimiliano Blardone |

### Puchar Świata

#### Miejsca w klasyfikacji generalnej
- sezon 1999/2000: 130.
- sezon 2000/2001: 38.
- sezon 2003/2004: 105.
- sezon 2004/2005: 67.

#### Miejsca na podium
1. Kvitfjell – 2 marca 2001 (zjazd) – 2. miejsce
2. Kvitfjell – 3 marca 2001 (zjazd) – 2. miejsce